# Javier Rodríguez Galiano
Javier Rodríguez Galiano (Pontevedra, 26 giugno 2003) è un calciatore spagnolo, difensore del Celta Vigo.

## Caratteristiche tecniche
Un difensore centrale abile nel duello aereo e nella lettura del gioco, possiede inoltre il vizio del gol.

## Carriera

### Club
Celta Vigo
Galiano è cresciuto nel settore giovanile del Celta Vigo ed è stato assegnato alla squadra C nel settembre del 2022. Dopo soli sei mesi è stato promosso nella squadra B, dove ha debuttato in terza divisione.
Ha esordito in prima squadra il 1º novembre 2023 nell'incontro di Coppa del Re vinto 4-0 contro il Turégano. A partire dalla stagione successiva è stato promosso definitivamente ed il 16 agosto ha esordito in Primera División contro l'Alavés. Il 10 novembre 2024 segna un goal nel pareggio contro il Real Betis per 2-2. L'8 febbraio 2025 torna al goal nella vittoria contro il Real Betis per 3-2. Il 4 maggio successivo segna nella sconfitta contro il Real Madrid in trasferta per 3-2.

## Statistiche

### Presenze e reti nei club
Statistiche aggiornate al 29 settembre 2024
| Stagione        | Squadra         | Campionato      | Campionato | Campionato | Coppe nazionali | Coppe nazionali | Coppe nazionali | Coppe continentali | Coppe continentali | Coppe continentali | Altre coppe | Altre coppe | Altre coppe | Totale | Totale | Totale |
| Stagione        | Squadra         | Comp            | Pres       | Reti       | Comp            | Pres            | Reti            | Comp               | Pres               | Reti               | Comp        | Pres        | Reti        | Pres   | Reti   |        |
| --------------- | --------------- | --------------- | ---------- | ---------- | --------------- | --------------- | --------------- | ------------------ | ------------------ | ------------------ | ----------- | ----------- | ----------- | ------ | ------ | ------ |
| 2022-2023       | Celta Vigo C    | SF              | 12         | 2          | -               | -               | -               | -                  | -                  | -                  | -           | -           | -           | 12     | 2      |        |
| 2022-2023       | Celta Vigo B    | PF              | 12         | 3          | -               | -               | -               | -                  | -                  | -                  | -           | -           | -           | 12     | 3      |        |
| 2023-2024       | Celta Vigo B    | PF              | 36         | 3          | -               | -               | -               | -                  | -                  | -                  | -           | -           | -           | 36     | 3      |        |
| 2023-2024       | Celta Vigo      | PD              | 0          | 0          | CR              | 2               | 0               | -                  | -                  | -                  | -           | -           | -           | 2      | 0      |        |
| 2024-2025       | Celta Vigo      | PD              | 7          | 0          | CR              | 0               | 0               | -                  | -                  | -                  | -           | -           | -           | 7      | 0      |        |
| Totale carriera | Totale carriera | Totale carriera | 67         | 8          |                 | 2               | 0               |                    | -                  | -                  |             | -           | -           | 69     | 8      |        |